# シティ・フィールド
シティ・フィールド（Citi Field）は、ニューヨーク市クイーンズ区にある野球場。MLBニューヨーク・メッツのホーム球場である。フラッシング・メドウズ・コロナ・パークの北端に位置している。2009年完成。

## 概要
シティ・フィールドは、ニューヨークが開催都市に立候補していた2012年の夏季五輪の会場の一部として建設が予定されていたが、ニューヨークが落選したため、用途を老朽化したシェイ・スタジアムの代替に変更、シェイ・スタジアムに隣接する駐車場に建設された。
アメリカ金融大手のシティグループが20年、総額4億ドル（1年あたり2000万ドル）で命名権を取得し、シティ・フィールドと名付けられた。
球場の外観は、かつてニューヨーク市ブルックリン区にあったブルックリン・ドジャース（現ロサンゼルス・ドジャース）の本拠地球場エベッツ・フィールドを模したデザインとなっている。
2009年4月13日、ニューヨーク・メッツ対サンディエゴ・パドレス戦で初のMLB公式戦開催。かつてメッツでプレーしたトム・シーバーとマイク・ピアッツァが始球式を行った。パドレスの先頭打者ジョディ・ゲルートがメッツの先発マイク・ペルフリーから本塁打を打ち、メジャー史上初の「新球場先頭打者本塁打」を記録。パドレスが6-5で勝利し、エドワード・ムヒカが最初の勝利投手となった。
2009年オフ、パドレスがブルペンの位置に対して不満を訴えていたため、ブルペン部分を改装。また、ホームランを増やすため、センターフィールドのフェンスの高さを16フィート（4.9メートル）から8フィート（2.4メートル）に改装した。  
2012年と2015年にフェンスを前に出した。
メッツの選手がホームランを打つとシェイ・スタジアム同様にホームラン・アップルが出現する。球場の入り口にはシェイ・スタジアム時代に使用されていたホームラン・アップルが飾られている。
メイン入口にはジャッキー・ロビンソンの残した名言が掲げられている。
センター奥にはハンバーガーチェーンのShake Shackが出店。

## フィールドの特徴
右中間は左中間と比べて約5メートル深いが、左打者不利ではない。開場以来2度（2012年、2015年）にわたって外野フェンスを前に出したことにより、投手有利から中立的な球場になった。

## 主な出来事
- 2009年3月29日：大学野球 セントジョンズ大学レッドストーム対ジョージタウン大学ホーヤーズ戦で開場。
- 2009年4月13日：初のMLB公式戦開催（メッツ 5 - 6 パドレス）。
- 2009年4月17日：メッツのゲイリー・シェフィールドが通算500号本塁打を代打で達成。
- 2009年6月28日：ニューヨーク・ヤンキースのマリアノ・リベラが通算500セーブを達成（メッツ 2 - 4 ヤンキース）。またこの試合で9回表に押し出し四球を選びキャリア初の打点も記録[5]。
- 2009年8月23日：フィラデルフィア・フィリーズ戦の9回裏、フィリーズの二塁手エリック・ブラントレットが史上15人目の無補殺三重殺を記録（無死1、2塁でライナーを捕って2塁を踏み、走ってきた1塁走者にタッチして3アウト）。無補殺三重殺でゲームセットとなったのは1927年5月31日以来メジャー史上2度目。
- 2012年6月1日：メッツのヨハン・サンタナが対セントルイス・カージナルス戦で球場初、およびメッツ史上初のノーヒットノーラン達成（メッツ 8 - 0 カージナルス）[6]。
- 2013年7月16日：MLBオールスターゲーム開催（ナ・リーグ 0 - 3 ア・リーグ）。
- ワールドシリーズ開催：2015年
- 2017年9月11日-13日：ハリケーン・イルマがフロリダ半島に上陸することを考慮し、トロピカーナ・フィールドでの開催が予定されていたタンパベイ・レイズ対ヤンキース3連戦を当球場で開催した[7]。

## アクセス
- ニューヨーク市地下鉄7系統、メッツ-ウィレッツ・ポイント駅下車すぐ。
- ロングアイランド鉄道ポート・ワシントン支線 メッツ-ウィレッツ・ポイント駅下車すぐ（この駅はメッツ戦開催時のみ営業）。